# Слободан Реметић
Слободан Реметић  (Ковачићи, 3. август 1945) српски је лингвиста, професор универзитета, академик и потпредседник Академије наука и умјетности Републике Српске.

## Биографија
Слободан Реметић рођен је 3. августа 1945. године у Ковачићима код Кладња. Основну школу и гимназију завршио је у Кладњу. Школске 1965/66. године уписао се на Филозофски факултет у Новом Саду (Група за јужнословенске језике). Дипломирао је у септембру 1970. Исте године уписао је постдипломске студије на Филолошком факултету у Београду (Група за српскохрватски језик), где је и магистрирао 1975. године. Докторирао је на Филозофском факултету у Новом Саду 1984. године на тему Говор централне Шумадије.
Од 9. јануара 1973. до 1. фебруара 1984. радио је у звању асистента у Међуакадемијском одбору за дијалектолошке атласе при САНУ. Од 1984. до 1988. обављао је дужност управника Јединице за научноистраживачки рад Радне заједнице САНУ. Звање научног сарадника добио је 25. децембра 1984. године одлуком Научног већа Института за српски језик САНУ у Београду. Од 1988. до 1996. био је у сталном радном односу (као доцент, од 1988. као ванредни, а од 1995. као редовни професор) на Студијској групи за српски језик и књижевност на Филозофском факултету у Нишу за предмете Историја српског језика и Историја српског књижевног језика. Од 15. октобра 1996. до 31. јануара 2004. био је директор Института за српски језик САНУ, а од 1. фебруара 2004. стални радни однос поново је засновао на Филозофском факултету у Нишу. Од школске 1999/2000. хонорарно држи наставу на Филозофском факултету у Бањој Луци (Историја српског језика и Историја српског књижевног језика).
Члан је Међународне комисије за Општесловенски лингвистички атлас (ОЛА) при Међународном комитету слависта, Међународне редакције Општекарпатског дијалектолошког атласа (ОКДА), више научних одбора САНУ (Међуакадемијски одбор за дијалектолошке атласе, Међуодељењски одбор за проучавање Косова и Метохије, Међуодељењски одбор за језик и терминологију медицине, Одбор за Речник српскохрватског књижевног и народног језика САНУ, Одбор за ономастику, Вардарски одбор, Старословенски одбор, Одбор за Етимолошки речник српског језика). Председник је Југословенског комитета слависта и потпредседник Славистичког друштва Србије. Члан је одељења за књижевност и језик Матице српске, редакције Српског дијалектолошког зборника, Јужнословенског филолога, Ономатолошких прилога (гласило САНУ). Руководилац је пројеката Дијалектолошка истраживања српског језичког простора при Институту за српски језик САНУ, Типолошко проучавање српских говора на тлу југоисточне Србије у Центру за научна истраживања САНУ и Универзитета у Нишу и Испитивање српског дијалекатског комплекса Босне и Херцеговине при АНУРС.
За дописног члана Академије наука и умјетности Републике Српске (АНУРС) изабран је 21. јуна 2004. године, а за редовног 5. септембра 2008.
Био је секретар Одјељења за књижевност и умјетност АНУРС. Главни је уредник Српског дијалектолошког зборника САНУ од 2010. године.

## Научна делатност
Слободан Реметић бави се српском дијалектологијом у ширем смислу, историјом српског књижевног језика, социолингвистиком, односно језичком политиком. Научну и стручну библиографију чини око 200 наслова првенствено у домаћим, ређе у страним словенским часописима. Изузетак је четрдесетак дијалектолошких карата објављених у одговарајућим томовима Општесловенског лингвистичког атласа и Општекарпатског дијалектолошког атласа, публикованим у научним центрима земаља учесница у наведеним међународним подухватима. Учествовао на више од 40 научних скупова у земљи и иностранству.

## Извод из библиографије

### Монографије
1. О незамењеном јату и икавизмима у говорима северозападне Србије, Српски дијалектолошки зборник, Београд 1981, књ. XXVII, 7-105;
2. Говори централне Шумадије, Српски дијалектолошки зборник, Београд 1985, књ. XXXI, XIX + 555;
3. Српски призренски говор I (Гласови и облици), Српски дијалектолошки зборник, Београд 1996, књ. XLII, 319-614.

### Радови објављени у часописима и зборницима
1. Фонетске и морфолошке карактеристике говора Срба у Кладњу и околини, Прилози проучавању језика, Нови Сад 1970, књ. 6, 105-133;
2. О графији и правопису Вукове “Пјеснарице” из 1814. године, Прилози проучавању језика, Нови Сад 1970, књ. 6, 55-66;
3. Језик пјесама Гаврила Ковачевића, Прилози проучавању језика, Нови Сад 1975, књ. 11, 51-91; Прилози проучавању језика, Нови Сад 1976, књ. 12, 1-35;
4. О неким рускословенским особинама у језику пјесама Гаврила Ковачевића (почетак XIX вијека), Научни састанак слависта у Вукове дане, Београд 1977, књ. 6, св. 1, 183-192;
5. Судбина глаголског прилога прошлог у централним дијалектима српскохрватског језика (с освртом на ситуацију у једном источнобосанском говору), Научни састанак слависта у Вукове дане, Београд 1981, књ. 7, св. 1, 71-78;
6. Конструкција типа “шта чине с оне ђеце” у говорима источне Босне, Јужнословенски филолог, Београд 1981, књ. XXXVII, 265-272;
7. Питање икавизама шумадијско-војвођанског дијалекта у свјетлу потврде фонолошког јата у неким србијанским говорима, Научни састанак слависта у Вукове дане, Београд 1981, књ. 10, св. 1, 103-108;
8. Датив-инструментал (-локатив) именица –а основе на –ема у говорима косовско-ресавског дијалекта, Зборник за филологију и лингвистику, Нови Сад 1981, књ. XXIV, св. 1, 165-169;
9. Из шумарске терминологије кладањског краја, Лексикографија и лексикологија (зборник реферата), Београд-Нови Сад 1982, 269-274;
10. О присуству рускословенских и славеносрпских елемената у језику Вукове “Пјеснарице” (1814), Научни састанак слависта у Вукове дане, Београд 1982, књ. 8, св. 1, 337-343;
11. О још једном незапаженом екавско-јекавском босанском говору, Научни састанак слависта у Вукове дане, Београд 1982, књ. 11, св. 2, 181-186;
12. ”Стварни послови“ и “диверзије”, Јужнословенски филолог, Београд 1982, књ. XXXVIII, 153-172;
13. Поводом једне научне дискусије “С прологом и епилогом” [заједно са Д. Петровићем], Књижевност и језик, Београд 1983, књ. XXX, св. 1-2, 98-102;
14. Генитив множине именица у говорима централне Шумадије, Зборник за филологију и лингвистику, Нови Сад 1984-1985, књ. XXVII-XXVIII, 655-662;
15. Дијалекатски текстови из Жабара код Тополе, Српски дијалектолошки зборник, Београд 1986, књ. XXXII, 501-549;
16. Вуков језик у ”Писменици“ и “Пјеснарици” из 1814. године, Научни састанак слависта у Вукове дане, Београд 1988, књ. 17, св. 2, 247-253;
17. Фонолошки опис говора шумадијског села Жабара, Zbornik razprav iz slovenskega jezikoslovja (Tinetu Lugarju ob sedamdesetletnici), Slovenska akademija znanosti in umetnosti, Ljubljana 1989, 261-273;
18. Рефлекси акцентованих вокала Е и О у говорима призренско-јужноморавског дијалекта на земљишту косовске покрајине, Косовско-метохијски зборник, Српска академија наука и уметности, Београд 1990, 163-173 [заједно са П. Ивићем];
19. Фонолошки систем говора шумадијског села Блазнаве, Зборник Филозофског факултета у Нишу. Српскохрватски језик и југословенске књижевности, Ниш 1990, св. 1, 74-94;
20. Фонетске карактеристике говора села Дражевца (крај Обреновца), Зборник Матице српске за филологију и лингвистику, Нови Сад 1990, књ. XXXIII, 425-432;
21. Над неким дијалекатским морфолошким одликама спева Г. Ковачевића о Косовском боју (Будим, 1805), Научни састанак слависта у Вукове дане, Београд 1991, књ. 19, св. 1, 79-88;
22. Над остацима двојине у ономастици источне Босне, Зборник Филозофског факултета у Нишу, Српски језик и књижевност, Ниш 1991-1992, св. 2-3, 33-37;
23. Лингвистички атласи, Сто година лексикографског рада у САНУ (Српска академија наука и уметности и Институт за српски језик САНУ), Београд 1993, 72-73;
24. О фонеми и графеми ”јат“, Даница. Српски народни илустровани календар за 1994. годину, Вукова задужбина, Београд 1994, 91-93;
25. Акценатски систем у призренском говору, Зборник радова са научног скупа Говори призренско-тимочке зоне и суседних дијалеката, Ниш 1994, 203-213;
26. Икавизми у призренском говору, Зборник Матице српске за филологију и лингвистику, Нови Сад 1994, књ. XXXVII, 533-535;
27. Једна драгоцена дијалектолошка белешка Стојана Новаковића, Стојан Новаковић, Личност и дело, Српска академија наука и уметности, Научни скупови, књ. LXXVII, Одељење историјских наука, књ. 25, Београд 1995, 383-389;
28. Фонолошки систем говора Бијеле код Херцег-Новог, Македонски јазик, Скопје 1995, књ. XL-XLI, 463-476;
29. Српски призренски говор у светлу језичке интерференције, О српским народним говорима, Научни скуп, Деспотовац 21-22. 08. 1996. Дани српскога духовног преображења IV, Народна библиотека Ресавска школа, Деспотовац 1997, 155-156;
30. О траговима црквеног језика у народним говорима (потврде именица средњег рода на –ије), Јужнословенски филолог, Београд 1997, књ. LIII, 75-85;
31. Српски језик у лингвистичким атласима, Славистика (Славистичко друштво Србије), Београд 1997, књ. I, 116-120;
32. Село Дивич и даљинска асимилација вокала, Српски језик (Научно друштво за неговање и проучавање српског језика), Београд 1999, књ. IV, 265-268;
33. Српски дијалекатски комплекс – степен досадашње испитаности и даљи задаци, Српски духовни простор, Зборник радова са научног скупа, Бијељина 29-30. октобар 1998, АНУРС, Научни скупови, књ. 1, Одјељење друштвених наука, књ. 1, Бања Лука – Српско Сарајево 1999, 275-283;
34. О гласовним особинама говора Жељове (код Бановића), Зборник Матице српске за филологију и лингвистику, Нови Сад 1999, књ. XLII, 399-432;
35. Уз 56. књигу Јужнословенског филолога, посвећену успомени на академика Павла Ивића, Јужнословенски филолог, Београд 2000, књ. LVI/1-2, 1-6;
36. Библиографија радова академика Павла Ивића, Јужнословенски филолог, Београд 2000, књ. LVI/1-2, 7-49;
37. О шћакавизму какањских и зеничких Срба, Јужнословенски филолог, Београд 2000, књ. LVI/3-4, 931-949;
38. Употреба инструментала у говору источнобосанских Ера, Зборник Матице српске за филологију и лингвистику, Нови Сад 2000, књ. XLIII, 505-521;
39. Актуальная языковая ситуация на сербской языковой территории, Die Südosteuropa-Wiessenschaften im neuen Jahrhundert. Akten der Tagung vom 16-19. 10. 1999. an der Universität Leipzig, Harrassowitz Verlag (Wiesbaden) 2000, 209-217;
40. Израда рјечника дијалекатски хетерогених средина (над рјечником кладањског подручја), Радови, часопис за хуманистичке и друштвене науке 2, Филозофски факултет Универзитета у Бањој Луци, Бања Лука 2000, 9-14;
41. Актуелна језичка ситуација на српском језичком простору, Прилози настави српског језика и књижевности 1-2, год. I, нова серија (Друштво наставника српског језика и књижевности Републике Српске), Бања Лука 2000, 5-14 (српска верзија текста објављеног у Лајпцигу);
42. Призренско-јужноморавски дијалекат у светлу македонског утицаја, XXVI научна дискусија на XXXII меѓународен семинар за македонски јазик, литература и култура, Скопје 2000, 87-103;
43. С једног језика на три: премоћ политике над лингвистиком, Jezik i demokratizacija (Zbornik radova), Institut za jezik u Sarajevu, pos. izd., knj. 12, Sarajevo 2001, 45-54;
44. Српска дијалектологија на почетку XXI века, Филозофско-филолошке науке на почетку 21. вијека – проблеми и правци развоја, Зборник радова са научног скупа (Бања Лука 7-8. децембра 2001), Филозофски факултет у Бањој Луци, Научни скупови, књ. 2, Бања Лука 2001, 143-158 [заједно са М. Драгичевићем];
45. Дијалекатска основа земље Павловића, Земља Павловића. Средњи вијек и период турске владавине, Зборник радова са научног скупа, Рогатица 27-29. јуна 2002, АНУРС и Универзитет Српско Сарајево, Научни скупови, књ. V, Одјељење друштвених наука, књ. 7, Бања Лука – Српско Сарајево 2003, 513-528;
46. Пут до стандардног језика код Срба и Хрвата: сличности и разлике, Bosanski-hrvatski-srpski/Bosnisch-kroatisch-serbisch, Međunarodni skup Aktuelna pitanja jezika Bošnjaka, Hrvata, Srba i Crnogoraca, Beč 27-28. septembar 2000, Internationale Tagung Aktuelle Fragen der Sprache der Bosniaken, Kroaten, Serben und Montenegriner, Wien 27-28. Sept 2002, Wiener slawistischer Almanach, Sonderband 57, Wien 2003, 245-253;
47. Српски народни говори Косова и Метохије у светлу међујезичке и међудијалекатске интерференције, Јужнословенски филолог, Београд 2004, књ. LX, 113-123;
48. Ресава у српској дијалектологији, Ресава (Горња и Доња) у историји, науци, књижевности и уметности, Научни скуп, Деспотовац 20-21. август 2004. Дани српскога духовног преображења XI, Народна библиотека Ресавска школа, Деспотовац 2004, 125-134;
49. О неким дијалектизмима спева Гаврила Ковачевића о Првом српском устанку, Поводом 200-годишњице Првог српског устанка и два века модерне српске државе. Први српски устанак у књигама 1804-1813, Зборник радова, Београд (Народна библиотека Србије) 2004, 27-41;
50. О шесточланом прозодијском систему у говору Кладња и околине, Зборник радова са међународног научног скупа Живот и дело академика Павла Ивића (Београд-Нови Сад-Суботица, 17-19. септембра 2001), Суботица-Нови Сад-Београд 2004, 651-660.
51. О двема синтаксичким контаминацијама на источнобосанском терену, Браничево, Часопис за књижевност, језик и културу, Година L, број 3-4, Пожаревац 2005, 307-310;
52. Српски језички стандард у свјетлу новоуспостављене тројезичности у обама ентитетима Босне и Херцеговине, Република Српска – Десет година Дејтонског мировног споразума, АНУРС, Научни скупови, књ. VIII, Одјељење друштвених наука, књ. 15, Бања Лука 2005, 487-503 (у коауторству са Б. Брборићем);
53. Статус пограничних говора у делу Божидара Видоеског, Ареална лингвистика – Теорији и методи – Материјали од научната конференција по повод петгодишницата од смртта на Божидар Видоески, Скопје (Македонска академија на науките и уметностите. Истражувачки центар за ареална лингвистика) 2005, штампано половином 2006, 337-350;
54. Јотовање у говору Горњег Бирча, Годишњак за српски језик и књижевност, Филозофски факултет у Нишу, год. XX, бр. 8, Ниш 2006, 387-398;
55. Језик моравског слива, Морава (монографија групе аутора), Београд (Завод за уџбенике и наставна средства) 2006, 673-697;
56. Милка Ивић, лингвиста, универзитетски професор, академик, и Павле Ивић, лингвиста, професор универзитета, академик, Биографски лексикон. Срби који су обележили XX век. Пет стотина личности, Београд (Срби у свету. XX век) 2006, 189-190;
57. Испит савести на језику. Над пројектом Дијалектолошка истраживања српског језичког простора, Задужбина, март 2006, год. XVIII, бр. 74, стр. 8;
58. Незаборавници Хвосна – проф. др Светозар Стијовић. Увек нација у целини, Хвосно у прогонству, Часопис за друштвена и културна питања, год. XI, бр. 50, септембар 2006, 28-31;
59. Пут до стандардног језика код Срба и Хрвата: сличности и разлике, Српски језик у нормативном огледалу. 50 одлука Одбора за стандардизацију српског језика, Београд (Београдска књига) 2006, 314-321;
60. Српски језик и писмо у огледалу векова и нацрта Устава Црне Горе, Уставни геноцид над Србима: српски народ у новом уставу Црне Горе. Зборник радова са научног скупа у Подгорици 16. и 17. новембра 2006. године, Цетиње (Српско народно вијеће Црне Горе) 2007, 139-146;
61. Језик у Републици Српској у огледалу традиције и новонасталих прилика, Република Српска – петнаест година постојања и развоја, АНУРС, Научни скупови, књ. XII, Одјељење друштвених наука, књ. 18, Бања Лука 2007, 475-500.[3]

### Остали радови
1. Ономатолошки прилози, књ. I, (САНУ, Одељење језика и књижевности, Одбор за ономастику), Београд 1979, 6 [непаг.] + 420 стр., Balcanica, књ. XI, Београд 1980, 219-223 (приказ);
2. Научни скуп о лексикографији и лексикологији, Јужнословенски филолог, Београд 1981, књ. XXXVII, 297-301 (приказ);
3. Два издања “Мемоара” Проте Матије Ненадовића, Јужнословенски филолог, Београд 1990, књ. XLVI, 143-146 (приказ);
4. Ода Његошу (приказ књиге: Светозар Стијовић, Славенизми у Његошевим песничким делима), Вукова задужбина V-20, Београд 1992, 12;
5. Нови поглед на Вука (приказ књиге: Павле Ивић, О Вуку Караџићу), Политика, Београд 15. фебруар 1992, 19;
6. Драгоцена књига о Вуку (приказ књиге: Павле Ивић, О Вуку Караџићу), Вукова задужбина V – 17, Београд 1992, 3;
7. Осамдесет година Војислава Ђурића, Вукова задужбина V – 18, Београд 1992, 4-5;
8. Памет једини компас, Побједа, Подгорица субота, 28. септембар 1992, 11;
9. Употреба језика, Побједа XLVII – 9907, Подгорица субота, 3. јул 1993, 11 (интервју);
10. Светозар Стијовић, Славенизми у Његошевим песничким делима, Јужнословенски филолог, Београд 1993, књ. XLIX, 225-229 (приказ);
11. Крупна добит – ситна жртва, Вечерње новости XLI – 27153, Београд, недеља, 19. децембар 1993, 7;
12. Најдорађенија књига у српској дијалектологији (приказ књиге: Павле Ивић, Ж. Бошњаковић, Г. Драгин, Банатски говори шумадијско-војвођанског дијалекта, Српски дијалектолошки зборник, Београд 1994, књ. XL), Вукова задужбина 8-30. јун 1995, 13 (приказ);
13. Јеванђеље, усуд или национална апокалипса, Глас Зете, Голубовци, бр. V/18-19, децембар 1997, 10-12 (интервју);
14. Академик Божидар Видоески (1920—1998), Политика експрес, Београд, понедељак, 13. јул 1998, 13 (некролог);
15. Божидар Видоески (8. новембар 1920 - 16. мај 1998), Јужнословенски филолог, Београд 1999, књ. LV, 171-175 (некролог);
16. Зашто су нам опустеле све Пиве? Савременик 70-71-72, Београд 1999, 62-65 (ријеч на промоцији књиге Милорада Р. Блечића Пива опева себе у Удружењу књижевника Србије 19. 03. 1999.);
17. Академик Павле Ивић (1. децембар 1924. – 19. септембар 1999), Зборник Матице српске за филологију и лингвистику, Нови Сад 1999, књ. XLII, 20-24 (Ријеч на комеморативном скупу посвећеном успомени на академика Павла Ивића, одржаном 1. децембра 1999. године у САНУ);
18. Павле Ивић (1924—1999), Славистика (Славистичко друштво Србије), Београд 2000, књ. IV, 347-352 (некролог);
19. Nekrology. Pavle Ivić (1. 12. 1924. – 19.9.1999), Slavia, Časopis pro slovanskou filologii, Ročnik 69, Praha 2000, 265-268;
20. Одлазак научника: др Светозар Стијовић (1939—2000). Дело које остаје у темељима славистике, Политика експрес, Београд субота, 26. август 2000, 8 (некролог);
21. У спомен. Дело трајне вредности. Професор др Светозар Стијовић (1939—2000), Вукова задужбина XII – 52, Београд 2000, 2;
22. In memoriam – Академик Павле Ивић. Одлазак великана, Весник, Лист Удружења универзитетских професора и научних радника Србије VIII -11, Београд мај 2001, 7;
23. Светозар Стијовић (22. фебруар 1939. – 29. јул 2000), Зборник Матице српске за филологију и лингвистику, Нови Сад 2001, књ. XLIV/1-2, 225-229 (опроштајна ријеч на сахрани проф. др Светозара Стијовића у Београду 1. августа 2000. године);
24. Академик Милорад Екмечић, Вук и Хрвати, студија у књизи Револуција 1848. и Балкан, изд. Матица српска, Нови Сад 2000, 15-36, Зборник Матице српске за историју, Нови Сад 2002, књ. 65-66, 327-329 (приказ);
25. Недељко Богдановић, Етно-културолошке теме, Етно-културолошка радионица, Сврљиг, Прилози, Културна историја Сврљига, св. 1, Сврљиг 2002, 123, Јужнословенски филолог, Београд 2003, књ. LIX, 182-183 (приказ);
26. Рајо Војиновић, Српски пишем и зборим, Разговори о језику Црногораца, Подгорица-Нова Пазова (Библиотека Документи, књига пета) 2003, 73-83 (интервју);
27. In memoriam – Branislav Brborić (1939—2005), Prevodilac, Godina XXIV, januar-juni, br.1-2 (53), Beograd 2005, 93-97 (некролог);
28. In memoriam – Бранислав Брборић, Јужнословенски филолог LXI, Београд 2005, 322-325;
29. Запостављени западни говори (Српска дијалектологија након српскохрватског разлаза), Политика, КУН, 1. јул 2006, 5-6;
30. Сва раскршћа српскога језика, Политика, Разговор недеље, 28. новембар 2006, 11 (интервју).